# 亚硝化单胞菌科
亚硝化单胞菌科（学名：Nitrosomonadaceae）為亚硝化单胞菌目的一科细菌。此科的模式属为亚硝化单胞菌属(Nitrosomonas)。

## 下级分类
本科包括以下属：
- 亚硝化叶菌属 Nitrosolobus Watson et al. 1971，为Nitrosospira Winogradsky and Winogradsky 1933的异名
- 亚硝化单胞菌属 Nitrosomonas Winogradsky 1892
- 亚硝化螺旋菌属 Nitrosospira Winogradsky and Winogradsky 1933